# 권혁민 (1969년)

## 개요
권혁민(1969년 ~ )은 대한민국의 소방공무원으로, 2025년 3월 12일 서울특별시 소방재난본부 본부장으로 취임하였다.

## 생애 및 경력
권혁민은 1995년 제8기 소방간부후보생으로 공직에 입문했다. 이후 서울 종로소방서, 서초소방서, 강동소방서의 서장을 역임하였으며, 서울소방재난본부 예방과장과 안전지원과장을 거쳐 소방청 화재예방국장을 지냈다.

### 종로소방서장 시절
2018년 7월 1일, 제55대 종로소방서 서장으로 부임한 그는 취임식을 생략하고 돈의동 쪽방촌을 찾아 화재 취약지 현장 점검을 진행했다.  
이후 관내 어린이집 교사 대상 소방안전교육을 직접 주관하는 등 예방중심의 행정을 펼쳤다.

### 서울소방재난본부장
2025년 3월 12일, 서울소방재난본부 본부장으로 취임하면서 공식 취임식 없이 곧바로 광화문과 국회의사당 등 대규모 집회 현장을 방문해 화재안전대책을 점검했다.  
그는 “불합리한 관행과 두루뭉술함을 벗고, 구체적인 기술과 전문성으로 시민 안전을 선도하겠다”고 밝혔다.  
4월에는 국립중앙박물관과 종로구 금선사 등 문화재 밀집지역에 대한 특별 화재점검을 지시하였다.

## 학력
- 동국대학교 공안행정학 석사[1]

## 경력
- 1995년 : 제8기 소방간부후보생 임용
- 서울특별시 종로소방서 서장
- 서울특별시 서초소방서 서장
- 서울특별시 강동소방서 서장
- 서울특별시 소방재난본부 예방과장
- 서울특별시 소방재난본부 안전지원과장
- 소방청 화재예방국장
- 충청북도 소방본부 본부장
- 충청남도 소방본부 본부장
- 2025년 3월 : 제15대 서울특별시 소방재난본부 본부장 (소방정감)